# Île Tanle
L’île Tanle est une île de Nouvelle-Calédonie appartenant administrativement à Poum.
Elle se situe à l'ouest de l'île Boh dans la baie de Tanle.